# Meteorus bakeri
Meteorus bakeri är en stekelart som beskrevs av Cook och Davis 1891. Meteorus bakeri ingår i släktet Meteorus och familjen bracksteklar. Inga underarter finns listade i Catalogue of Life.